# Endroedyolus paradoxus
Endroedyolus paradoxus är en skalbaggsart som beskrevs av Clarke H. Scholtz och Henry Fuller Howden 1987. Endroedyolus paradoxus ingår i släktet Endroedyolus och familjen bladhorningar. Inga underarter finns listade i Catalogue of Life.